# Papuadessus
Papuadessus is een geslacht van kevers uit de familie  waterroofkevers (Dytiscidae).
Het geslacht is voor het eerst wetenschappelijk beschreven in 2001 door Michael Balke voor de soort P. pakdjoko, een grote kever die voorkomt in Nieuw-Guinea. In 2013 beschreven Balke en medewerkers een tweede soort, P. baueri uit Biak in de Indonesische provincie Papoea.

## Soorten
Het geslacht omvat de volgende soorten:
- Papuadessus pakdjoko Balke, 2001
- Papuadessus baueri Balke, Warikar, Toussaint, Hendrich, 2013